# Косинский, Викентий Викентьевич
Коси́нский Вике́нтий Вике́нтьевич (1835—1883) — российский геолог польского происхождения.

## Биография
Обучался в Плоцкой гимназии и на математическом факультете Санкт-Петербургского университета, который окончил в 1855 году со степенью кандидата математических наук. В 1856 году был назначен учителем математики в бывшем реальном училище в Кельцах. В 1858 году поступил на казённую горную службу и был командирован на два года во Фрейбургскую горную академию для слушания лекций.
Вернувшись из-за границы в 1860 году, управлял цинковым заводом в Домброве. В 1861 — 1865 годах составил геологическую карту восточного горного округа Царства Польского. В 1869 году Косинскому поручили изучение третичных отложений в окрестностях Цехоцинека, Буска, Сольца и Чарков, с целью определить возможность нахождения месторождений полезных ископаемых, а именно: каменной соли и серы. 
В 1871 году заведовал галмейными рудниками западного округа Царства Польского. 
В 1880 году исследовал геогностическое строение некоторых местностей Келецкой и Радомской губерний, по отношению к условиям залегания в них каменной соли и нефти.

## Писательская деятельность
Опубликовал ряд статей в журналах «Bibliotheca Warszawska» и «Туdzien». Во 2-м томе «Земледельческой энциклопедии» напечатал большую детальную статью «О геологических исследованиях и картах Царства Польского», с приложением составленной им геологической карты.